# Markwart Müller-Elmau
Markwart Müller-Elmau (* 1. August 1937 in München) ist ein deutscher Schauspieler und Regisseur.

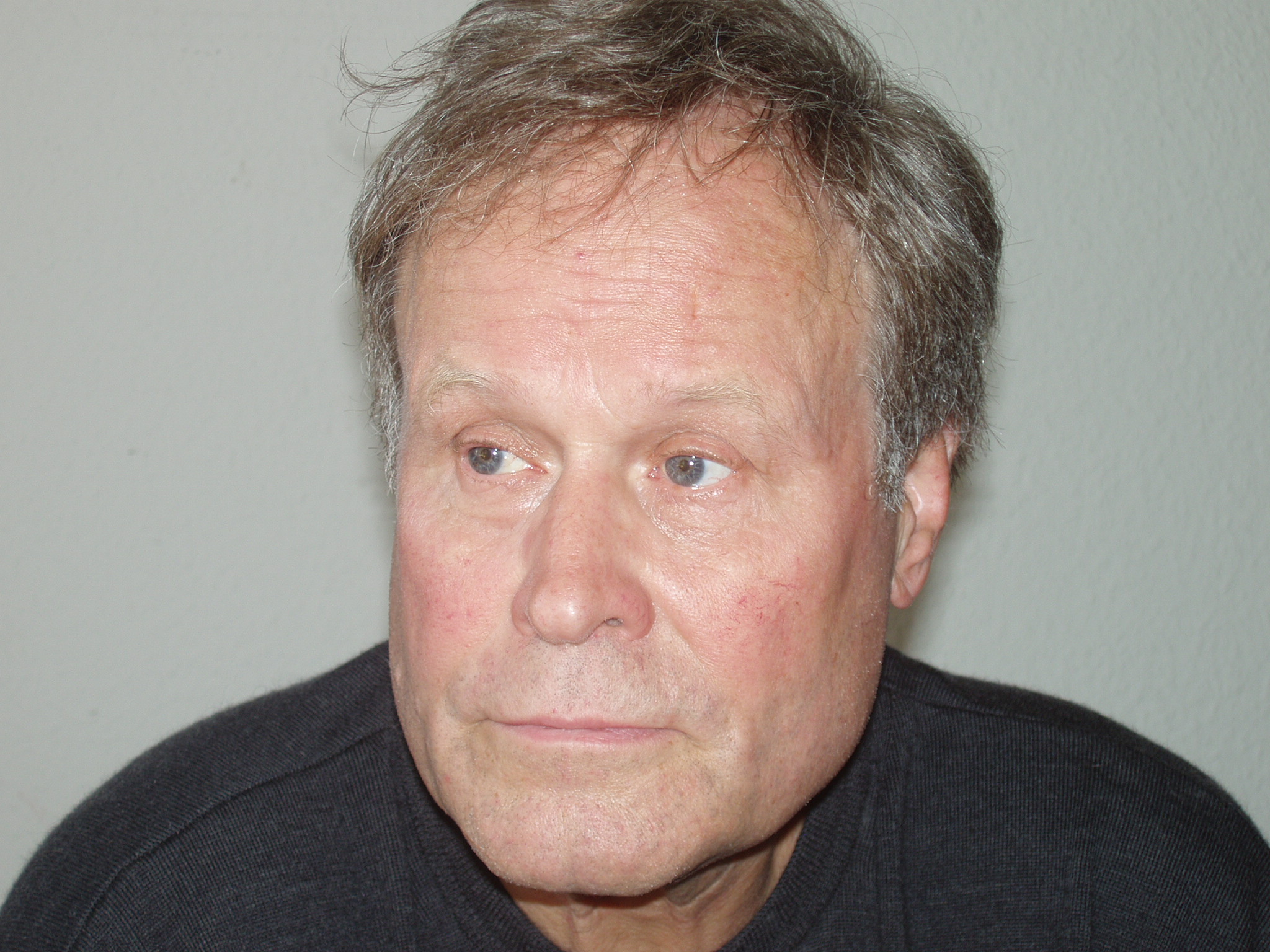
Markwart Müller-Elmau

## Leben
Er wurde am 1. August 1937 in München als Sohn des Regisseurs und Schauspielers Eberhard Müller-Elmau (1905–1995) und dessen Frau, der Opernsängerin Gerda Kuntzsch  (1909–2008) geboren. Er entstammt einer Theaterdynastie, seine Tochter ist Natalie Müller-Elmau (3sat-Koordinatorin im ZDF), der Schauspieler Raidar Müller-Elmau (1933–2003) war sein Bruder, dessen Tochter, die Schauspielerin Katharina Müller-Elmau und dessen Sohn der Autor, Regisseur und Bühnenbildner Alexander Müller-Elmau. Seine Großeltern waren der Philosoph Johannes Müller, Gründer von Schloss Elmau und die Bildhauerin Irene Sattler. Nach seinem Abitur 1957 in Göttingen absolvierte er eine Schauspielausbildung an der Max-Reinhardt-Schule für Schauspiel in Berlin. Seit 1959 ist er als Schauspieler, Regisseur, Oberspielleiter u. a. in Kassel, Freiburg, Konstanz, Ulm tätig. Ab 1964 arbeitete er überwiegend als Regisseur, seit 1992 ausschließlich als Schauspieler u. a. am Nationaltheater Mannheim, am Niedersächsischen Staatstheater in Hannover, ab 2000 am Thalia Theater in Hamburg. Von 2009 bis 2023 war er Schauspieler am Deutschen Theater, Berlin.

## Regie
Er inszenierte zahlreiche Stücke u. a. von Schiller, Shakespeare, Brecht, Lessing, Pinter, Strauss, H. W. Müller (darunter zwei Uraufführungen). Im Auftrag des Goethe-Instituts inszenierte er 1989 in Singapur den Kaukasischen Kreidekreis in Englisch von Brecht und 1992 den Kaspar von Peter Handke in Singhalesisch in Colombo (Sri Lanka).

## Schauspieler
Er spielte verschiedenste Rollen in Inszenierungen u. a. am Deutschen Theater Berlin, am Thalia Theater in Hamburg, am Niedersächsischen Staatstheater, am Nationaltheater Mannheim, an den Stadttheatern Konstanz, Freiburg und unter Regisseuren wie Andreas Kriegenburg, Armin Petras, Joachim Preen, Sebastian Hartmann und Frank Abt.

## Rollen (Kleine Auswahl)
- Dorfrichter Adam in „Der zerbrochene Krug“ von Kleist (Regie Joachim Preen),
- Helmut Halm in der Uraufführung „Das fliehende Pferd“ von Martin Walser (Regie Ulrich Khuon)
- Argan in „der eingebildete Kranke“ von Molière (Regie Ulrich Khuon)
- Conferencier in „Cabaret“ (Regie Pavel Fieber)
- Peter Stockmann in „Ein Volksfeind“ von Ibsen, (Regie Andreas Kriegenburg)
- Malvolio in „Was ihr wollt“ von Shakespeare (Regie Mark Zurmühle)
- Kurfürst in „Prinz Friedrich von Homburg“ von Kleist (Regie Stephan Kimmig)
- Kreisleiter Gorbach in „Eiche und Angora“ von Martin Walser (Regie Michael Talke)
- Luka in „Nachtasyl“ von Maxim  Gorki (Regie Andreas Kriegenburg)
- Suchodolow in „Schrei des Elefanten“ von Farid Nagim (Uraufführung, Regie Armin Petras)
- „Bartleby“ von Herman Melville (Regie Isabel Osthues)
- Harro Hassenreuther in „Die Ratten“ von Gerhart Hauptmann (Regie Armin Petras)
- Onkel in „Adam Geist“ von Dea Loher, UA Staatstheater Hannover (Regie Andreas Kriegenburg)
- Frau in „Licht“ Magazin des Glücks von Dea Loher (Uraufführung, Regie Kriegenburg)
- Jurek in „Sanka“ Magazin des Glücks, UA von Dea Loher (Regie Kriegenburg)
- Lobkowitz in „Mein Kampf“ von George Tabori (Regie: David Bösch)
- Aurora in „Das Leben auf der Praca Roosevelt“ von Dea Loher (UA, Thalia Theater Hamburg, Regie: Andreas Kriegenburg)
- Lear in „King Lear“ von Shakespeare (Regie: Andreas Kriegenburg)
- Wilder Mann „Untertagblues“ von Peter Handke (Regie Alize Zandwijk)
- Anführer in „Liebe, Kannibalen, Godard“ von Thomas Jonigk (Regie Stefan Bachmann)
- Peter in „Das letzte Feuer“ von Dea Loher, UA am Thalia Theater (Regie: Andreas Kriegenburg)
- Erwin Tomason in „Diebe“ von Dea Loher, UA am DT Berlin (Regie: Andreas Kriegenburg)
- Kurtz in „Herz der Finsternis“ von Joseph Conrad/J.v.Düffel, UA am DT Berlin (Regie Andreas Kriegenburg)
- Zettel in „Ein Sommernachtstraum“ von Shakespeare, DT Berlin (Regie Andreas Kriegenburg)
- Etzel in „Nibelungen“ von Hebbel, DT Berlin (Regie Michael Thalheimer)
- Zwart in „Über Leben“ von Judith Herzberg, UA am DT Berlin (Regie Stephan Kimmig)
- Balz Leuthold in „Antwort aus der Stille“ UA Max Frisch, Ruhrfestspiele Recklinghausen/DT. Berlin (Regie Frank Abt)
- greiser Rechenlehrer in „Aus der Zeit fallen“ von David Grossman (UA Regie Andreas Kriegenburg)
- ICH in „immer noch Sturm“ von Peter Handke DT Berlin (Regie Frank Abt)
- Berlin Alexanderplatz DT (Regie Sebastian Hartmann)
- Gespenster DT (Regie Sebastian Hartmann)
- Feminista, Baby! (Regie Tom Kühnel / Jürgen Kuttner)
- Zauberberg - DT Berlin - Livestream <eingeladen zum Theatertreffen 2021> (Regie Sebastian Hartmann)
- Luther u. a. in Michael Kohlhaas  DT Berlin (Koproduktion mit den Bregenzer Festspielen und Les Théatres de la Ville de Luxembourg) Regie Andreas Kriegenburg

## Filmografie
- Kommissar in „Hirnbrennen“ (Regie: Leopold Huber)
- König in „Kaiser und König“ (Regie: Timon Modersohn)

## Autor
- Bodenseerevue UA 1981 Konstanz

## Hörbücher
- Krumme Touren" 1 + 2 von Renate Just